# Coslenchus costatus
Coslenchus costatus är en rundmaskart som först beskrevs av De Man 1921.  Coslenchus costatus ingår i släktet Coslenchus och familjen Tylenchidae. Arten är reproducerande i Sverige. Inga underarter finns listade i Catalogue of Life.